# Choya Umeshu Co.,Ltd.
Choya Umeshu Co.,Ltd.（チョーヤ梅酒株式会社、Choya Umeshu Kabushiki gaisha）es una compañía japonesa con sede en Habikino, Osaka, que se dedica principalmente a la producción y venta de umeshu. Entre otras actividades de la empresa se encuentran la producción y venta de licores de fruta, brandy, sake, vino y productos alimenticios. En 2011 los productos de la compañía se comercializaban en más de 60 países. 
Inicialmente fundada en 1914 como una empresa vitivinícola, la compañía cambió su actividad y empezó la comercialización de umeshu en 1959.

## Historia
- 1914 Empieza el cultivo de las uvas.
- 1924 Sumitaro Kondo establece la compañía. Empieza la producción y la venta de vino.
- 1949 Empieza la producción y la venta de brandy.
- 1951 Empieza la producción y la venta del vino de fruta.
- 1959 Empieza la producción y la venta de licores de Ume.
- 1962 Se establece CHOYA YOSHU JOZO CO., LTD.
- 1968 Empieza la producción y la venta de licores de hierbas medicinales. Empieza la exportación de licores de Ume.
- 1973 Empieza la producción y la venta de licores medicinales.
- 2000 Cambia el nombre de la compañía a CHOYA UMESHU CO.,LTD.[2]
- 2009 Lanza una nueva marca de productos cosméticos “Choya Puranasu” exclusivamente a través de la venta por catálogo.
- 2010 Compañía cambia su logotipo a “CHOYA” y lanza nuevas campañas televisivas publicitarias con un nuevo sonido distintivo.[3]

## Principales productos
- 「Choya Umeshu」
- 「Choya soda」
- 「Choya soda 0%」(Soda no alcohólica)
- 「Choya Sarari」
- 「Choya Excellent」（Monde Selection Premio Grand Gold Quality Award）[4]
- 「Choya Kokuto Umeshu」（Monde Selection Premio Gold Quality Award）[5]

## Fábricas en producción
- Osaka Honsha fábrica （Habikino, Osaka）
- Osaka Kawamukai fábrica （Habikino, Osaka）
- Kishu fábrica （Tanabe, Prefectura de Wakayama）
- Iga Ueno fábrica （Iga, Prefectura de Mie）